# Francesco Giunta

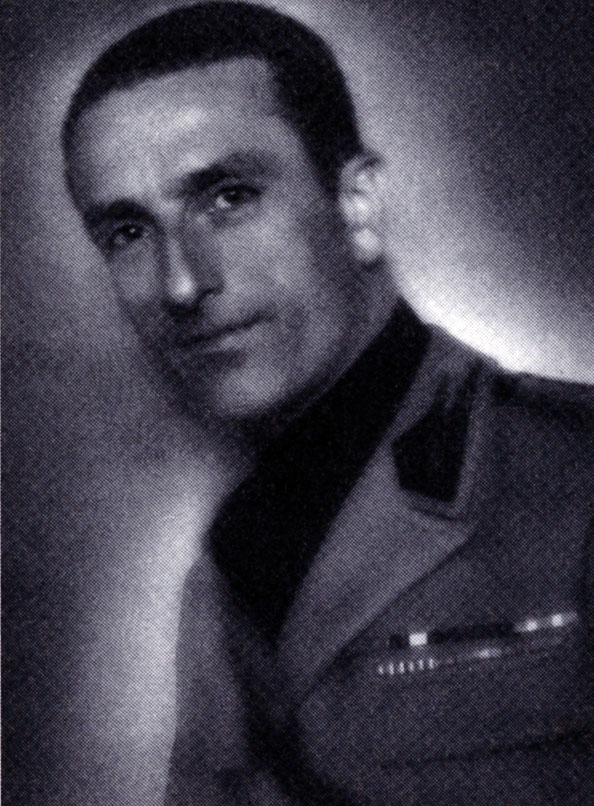

Francesco Giunta, född 21 mars 1887, död 8 juni 1971, var en italiensk fascistisk politiker.
Giunta var ursprungligen advokat, och en av pionjärerna inom den fascistiska rörelsen. Han grundade de första fascistiska arbetarsyndikaten och arbetskontoren i Venedig 1920, blev 1921 deputerad, efter marschen till Rom 1922 generallöjtnant vid den fascistiska milisen, var 1923-24 generalsekreterare i fascistpartiet och blev 1924 vicepresident i deputeradekammaren. Från 1927 var han understatssekreterare vid ministerpresidenturen.